# Iguazus leius
Iguazus leius är en mångfotingart som beskrevs av Chamberlin 1952. Iguazus leius ingår i släktet Iguazus och familjen Chelodesmidae. Inga underarter finns listade i Catalogue of Life.